# Ялтинська затока
Я́лтинська зато́ка — затока в північній частині Чорного моря, біля Південного узбережжя Криму. З заходу замикає Ялтинську бухту мис Ай-Тодор, висотою близько 90 метрів. Зі сходу замикає Ялтинську бухту мис Мартьян, на якому розташований відомий заповідник Мис Мартьян. На узбережжі затоки розташовано місто Ялта, від назви якого походить назва водойми.

## З історії
Ялта була заснована греками імовірно в I столітті. Легенда свідчить, що мореплавці-греки збилися під час бурі зі шляху, довго мандрували в пошуках берега, і коли, нарешті, побачили берег (ялос), обрали зручну бухту — сучасну Ялтинську затоку — і висадилися тут на берег, заснували поселення.